# Битва при Форново
Битва при Форново (фр. Bataille de Fornoue) — одно из первых сражений в череде длительных и кровопролитных Итальянских войн, произошедшее 6 июля 1495 года близ Форново-ди-Таро в Италии между войсками французского короля Карла VIII и армией Венецианской лиги, в результате которого отступившие французы были временно вытеснены с Апеннинского полуострова. Битва при Форново стала первым крупным сражением Итальянских войн.

## Предыстория
К концу XV века Франция была одним из самых могущественных государств Западной Европы. Молодой и амбициозный французский король Карл VIII строил грандиозные планы, включавшие организацию нового крестового похода против турок с дальнейшим отвоеванием Иерусалима. Этому предшествовал захват Неаполитанского королевства как опорной базы для дальнейших завоеваний французской короны на Востоке (Карл VIII имел некоторые права на Неаполитанское королевство). Для того, чтобы получить свободу действий в Италии, Карл заключил целый ряд крайне невыгодных договоров со своими соседями, пойдя на значительные уступки ради невмешательства европейских монархов во внешнюю политику Франции. Английский король Генрих VII получил значительную денежную сумму, Фердинанд Арагонский получил Руссильон, Максимиллиану I отходили Артуа и Франш-Конте. Всё это было отдано в жертву планам предстоящего крестового похода и ярко характеризовало Карла VIII как недальновидного политика.
Среди многочисленных итальянских государств Франция имела союзников в лице Миланского герцогства и Флоренции. Венецианская республика была озабочена ростом османской угрозы, в то время как папа и другие итальянские государства были напуганы растущей мощью Неаполитанского королевства. Со своей стороны Неаполь небезосновательно опасался претензий французского короля, кроме того, он находился в состоянии войны с Миланом. Определённое политическое равновесие было связано с подписанным в 1454 году в Лоди тройственным альянсом между Миланским герцогством, республикой Флоренция и Неаполитанским королевством. Кроме того, в те времена имел место рост национального самосознания, помимо этого постоянная угроза турецкого нашествия создавала дополнительные условия для политической интеграции. Однако французский король не учитывал этих факторов.

## Кампания 1494—1495 годов
В конце августа 1494 года Карл VIII с огромной армией, включавшей в себя отряды швейцарских наёмников и сильную артиллерию, вторгся в Италию, не встречая никакого сопротивления. Его войска беспрепятственно прошли через территорию союзного Миланского герцогства. Мощной французской армии противостояли лишь Неаполитанское королевство, Папская область и Флоренция. Венеция с её огромным флотом, сильной армией и большими средствами осталась нейтральной. В конце месяца объединённые франко-миланские войска двинулись на Турин. По пути швейцарские наёмники беспощадно вырезали гарнизоны итальянских городов, сопротивлявшихся захватчикам. Итальянцы, привыкшие к относительно бескровным войнам кондотьеров, в которых ценилось не убийство врага, а его пленение с последующим получением выкупа, были шокированы подобной жестокостью. Эти трагические события, в частности, имели место в Рапалло в самом начале кампании. После перехода через Альпы французским войскам сдались без сопротивления Савойя, а также маркграфства Монферрат и Салуццо. К концу октября пала Флоренция. Её слабые войска были разбиты, а большинство замков и городов капитулировали. Папско-неаполитанские силы, боясь окружения, отступили, все попытки организации обороны против наступающего противника провалились, и 20 декабря Карл VIII во главе своих войск с триумфом вступил в Рим.
Дальнейшее продвижение французских войск вглубь территории Италии столкнулось с сопротивлением Венеции и Милана, опасавшихся роста французской угрозы. В декабре венецианцы привели свои войска в полную боевую готовность и планировали пополнить её ещё тремя тысячами солдат. 21 января 1495 года король Неаполя Альфонсо отрёкся от престола в пользу своего сына Фердинанда. Тем временем французские войска по двум разным направлениям вторглись в Неаполитанское королевство. 9 февраля французы с помощью артиллерии взяли небольшую крепость Монте Сан-Джованни, поголовно вырезав всех её защитников. Неаполитанские войска также потерпели поражение в долине Вольтурно. 22 февраля 1495 года французский король без сопротивления вступил в Неаполь.

## Создание Венецианской лиги
Венеция выступила инициатором создания альянса для сопротивления захватчикам. Венецианцы ясно осознавали, что с дальнейшим продвижением Карла VIII катастрофа могла стать неминуемой, и Италия превратилась бы в очередную французскую провинцию. Венецианцы заключили контракт с мантуанским герцогом, известным кондотьером Франческо Гонзага, который за 44 000 золотых дукатов обязался собрать и снарядить армию для борьбы с французами. Тем временем французские войска, расквартированные в Неаполе, поразила неизвестная ранее страшная болезнь — сифилис, принесённая из Америки испанскими моряками. Вскоре миланский герцог Лодовико Сфорца провозгласил создание антифранцузского союза, к которому отказались присоединиться лишь Флоренция и северо-западные итальянские города.
31 марта был подписан договор о создании Венецианской лиги, в который вошли Милан, Венеция, Папская область, Испания и император Священной Римской империи Максимилиан I. Планировалось даже привлечь к участию в лиге английского короля, однако эти замыслы так и не были реализованы. Франция была поражена созданием мощной коалиции, тем более, что её глава Венеция была давним союзником и партнёром Французского королевства.

## Приготовления к сражению
Армия, собранная Франческо Гонзагой, вскоре начала представлять собой угрозу для французских гарнизонов итальянских городов, обеспечивавших связь между армией Карла VIII и Францией. 20 мая король с войсками покинул город, оставив там лишь небольшой гарнизон. Целью похода было возвращение во Францию. С продвижением на север французские солдаты распространяли сифилис, эпидемия которого быстро охватила сначала Италию, а затем и всю Европу. Распространяемая французскими солдатами, болезнь была названа впоследствии «французской болезнью». 4 июня французская армия достигла местечка Форново, где её блокировали войска Лиги во главе с Франческо Гонзагой.

## Состав и численность войск

### Французская армия
Французский король выступил из Неаполя во главе одной из самых сильных армий позднесредневековой Европы. Она состояла из закованных в доспехи 970 рыцарей-жандармов, 200 рыцарей личной гвардии короля, кавалерийского корпуса кондотьера Джакомо Тривульцо, а также 5780 пехотинцев, в том числе 3000 знаменитых швейцарских наёмников и 200 шотландских пехотинцев. Французская армия располагала мощной современной артиллерией. В её составе находилось большое число нонкомбатантов, выполнявших вспомогательные функции. Среди них были пекари, портные, кузнецы, оружейники, швеи и многие другие. В армии преобладали сильные регулярные начала: все воины подчинялись непосредственно королю. Кроме того, в составе королевских войск значительное место занимала профессиональная пехота, в частности, знаменитые швейцарские наёмники, шотландские лучники и генуэзские арбалетчики, однако главной ударной силой, как и раньше, являлась тяжеловооружённая рыцарская конница. Главным оружием собственно французской пехоты был арбалет, не потерявший своё значение даже с развитием огнестрельного оружия.

### Армия Венецианской лиги
Итальянская армия отличалась как высоким профессионализмом солдат, накопленным в результате многочисленных вооружённых конфликтов и столкновений внутри Италии и за её пределами, так и наличием множества эффективных технологических нововведений. Самой сильной и организованной была армия Венецианской республики. Самой многочисленной была флорентийская армия, однако архаичная организация, низкий боевой дух и бездарное командование делало её сравнительно неэффективной военной силой. Венецианские военачальники в рамках боевых действий обладали значительной свободой действий, предоставленной им верховным командованием. Несмотря на преимущества в новейших видах вооружения, военная тактика армий итальянских государств оставалась преимущественно устаревшей: предпочтение отдавалось индивидуальному мастерству воинов, стремившихся завоевать славу на поле брани, а не выучке боевых подразделений.
Тяжёлая кавалерия была представлена отрядами кондотьеров: в отличие от аристократической французской конницы кондотьеры часто были людьми незнатного происхождения, а воины под их командой были выходцами из низших слоёв населения. Военная организация итальянской воинской элиты несколько отличалась от военной организации французской дворянской конницы. В составе итальянских войск была лёгкая конница, не имевшая аналогов во французской армии. Большинство лёгкой кавалерии были заморскими наёмниками на службе Венецианской империи (в частности, стратиоты — греческие, албанские и сербские наёмные кавалеристы, вооружённые копьями и луками). В армии итальянских государств большую роль играли отряды профессиональной пехоты, включавшие арбалетчиков, лучников, копьеносцев, алебардщиков и щитоносцев, прикрывавших в бою арбалетчиков. Венецианцы также имели неплохую артиллерию.
На поле боя итальянцы выставили огромную армию, в три раза превышавшую по численности армию французского короля. Войска Лиги насчитывали приблизительно 30 000 человек. Венецианский контингент насчитывал 2800 тяжеловооружённых всадников, более 8000 всадников, главным образом конных арбалетчиков, 150 лёгких кавалеристов, 800 стратиотов, 14-15 000 пехотинцев. Миланцы выставили 1500 солдат.

## Ход сражения
27 июня 1495 года итальянские войска встали лагерем близ местечка Форново, приблизительно в 30 километрах от Пармы. Попытки французского короля воздействовать на венецианский Сенат, который не был единодушен по поводу целесообразности предстоящего сражения с таким сильным противником, не имели успеха.

### Диспозиция. Завязка сражения
Утром 6 июля 1495 года король решился начать сражение. Войска противоборствующих сторон были разделены рекой Таро. Армия Лиги занимала правый берег реки, соответственно французы расположились на левом берегу. По обоим берегам реки тянулись обширные поля, сырые и отчасти заболоченные. Итальянские силы были разделены на пять крупных отрядов. Авангард итальянской армии состоял из 700 пехотинцев и 3000 лёгкой кавалерии. Ядро авангарда составляли 400 воинов во главе с самим Франческо Гонзагой. Лагерь защищал отряд венецианцев под командованием Карло де Мелиты.
Французы расположились тремя крупными подразделениями. В авангарде находилось 3000 всадников и 200 арбалетчиков под командованием Тривульцио, а также швейцарские и немецкие наёмники. Второй отряд насчитывал 1750 солдат (включая 600 тяжеловооружённых всадников и 100 шотландских королевских стрелков). В арьергарде находилось 1400 солдат (300 воинов тяжёлой конницы и 1000 человек низкоквалифицированной пехоты, а также отряд шотландских стрелков королевской гвардии). Арьергард располагался справа позади центрального отряда.
На рассвете французское командование решило атаковать противника. Французы планировали переправиться через реку на западе близ местечка Форново и атаковать итальянцев. Очередные переговоры с лидерами Лиги провалились. Отслужив мессу, войска во главе с королём двинулись к переправе. Итальянские командиры, среди которых не было единодушия, созвали военный совет. Тем временем началась короткая артиллерийская перестрелка. На военном совете итальянские командиры спешно одобрили новый план сражения, составленный дядей Франческо Гонзаго Ридольфом. Армия была разделена на 9 линий. На левом фланге находились главные силы графа Каяццо: 400 миланских тяжёлых кавалеристов и 2000 пехотинцев. В их задачу входил отвлекающий манёвр с целью отвлечь, насколько возможно, крупный французский авангард, в то время как итальянский центр (492 всадника и 600 конных арбалетчиков) должен был, переправившись через реку, в лоб атаковать слабый французский центр и опрокинуть его. С фланга Каяццо поддерживала группа из 180 болонских всадников рыцаря Джованни Бентивольо. В случае необходимости атаку итальянского центра мог поддержать кавалерийский резерв (487 всадников). На левом крыле находилась элита венецианской армии — 352 тяжёлых кавалериста. Между центром и силами левого фланга также располагался отряд пехотинцев. Планировалось также нанесение удара силами отряда 600 стратиотов, 200 лёгких кавалеристов и 600 конных арбалетчиков.

### Атака войск Лиги
После непродолжительной канонады, длившейся около четверти часа, итальянцы нанесли фланговый удар по французскому центру. Завязался бой, и король вынужден был послать подкрепления. Итальянцы не выдержали напора и отступили, однако выполнили свою главную задачу — силы французского центра и авангарда были разъединены и не могли прийти на помощь друг другу. Однако стратиоты, потерявшие двух командиров, разбежались и принялись грабить французский обоз. Защитники обоза, плохо организованные и лишённые всякой дисциплины, после непродолжительной схватки ретировались, и огромные богатства, награбленное добро и трофеи достались противнику.
Тем временем граф Каяццо во главе своих войск переправился через реку и атаковал французский авангард, однако они быстро были остановлены швейцарской пехотой и вернулись на свои исходные позиции. Миланская пехота и немецкие наёмники, атаковавшие следом позиции швейцарской пехоты и артиллерии, понесли тяжёлые потери и отступили.

### Главная атака Гонзаги
Вскоре после этого началась главная атака отряда Франческо Гонзаги. План одновременной атаки центра и левого фланга был сорван из-за резкого повышения уровня реки и скорости течения из-за прошедшего ночью проливного дождя. Броды, по которым планировалось пересечь реку и стремительно ударить по французам, оказались непригодными. План Гонзаги заключался во фронтальном ударе тяжёлой конницы, поддерживаемой отрядами конных арбалетчиков и лёгкой кавалерии. В то время, как войска переправлялись через стремительную реку, эффект неожиданности был утрачен и французские центр и авангард перестроились и встретили противника единым фронтом. Кроме того, итальянский отряд при переправе сместился влево. Тем не менее, атака Гонзаги практически удалась на левом фланге французов, где итальянцы смогли прорвать строй врага. Вскоре последовал ответный удар французов по правому флангу атакующих. В битве принял участие и сам король, в обычном доспехе, сняв все знаки, указывающие на королевское достоинство. В ходе боя его шлем был поврежден, забрало не опускалось. В ожесточённом бою погиб Ридольфо Гонзага. Отчаянно сражавшийся в рядах своих воинов Франческо Гонзага вынужден был позвать за подкреплениями. Высшее командное звено Лиги было расстроено. Французы в несколько раз превосходили по численности итальянцев. Уставшие и деморализованные итальянские солдаты быстро утратили дисциплину. Отчаянное и организованное сопротивление оказывали лишь конные арбалетчики. Вскоре итальянцы после очередной неудачной атаки обратились в бегство. К удивлению итальянцев французские пехотинцы, стрелки и прислуга учинили резню отступающих, а также раненых и выпавших из седел итальянских рыцарей и солдат. Пленных французы не брали. Итальянская пехота, переправившаяся следом за конницей, также была обращена в бегство.
Среди итальянских войск началась паника. Тем временем группа миланцев из отряда Каяццо внезапно напала на потерявшего бдительность Карла VIII, окружённого телохранителями. В момент нападения семеро королевских телохранителей находились на некотором удалении от короля. Рядом с Карлом оказался лишь плохо вооружённый слуга Антуан де Амбуз. Однако король вместе со слугой дали яростный отпор нападавшим, а вскоре к месту стычки подоспели и королевские телохранители. Король тем самым избежал плена.

### Завершение битвы
К полудню сражение прекратилось. Обе стороны понесли тяжёлые потери. Французское командование решило не продолжать бой. Причиной тому были множество неблагоприятных обстоятельств: солдаты устали, помимо этого, армия понесла большие потери, кроме того, близилась ночь и уровень воды в реке неуклонно повышался. Итальянцы, потерявшие в битве две тысячи воинов, сохранили боеспособность, однако на военном совете приняли решение не продолжать сражение, хотя и не приказали войскам отступать ввиду угрозы взятия французами Пармы. Потеряв большую часть обоза и снаряжения, французы провели холодную ночь без палаток, еды и сухого белья. Слабость медицинского обслуживания спровоцировала высокую смертность среди раненых воинов. Утром 7 июля было заключено перемирие, чтобы войска смогли подобрать своих раненых и похоронить убитых.
Были возобновлены мирные переговоры.

## Результаты
В результате сражения французская армия покинула Италию ни с чем. Из-за серьёзных долгов король впоследствии так и не смог восстановить былую мощь своей армии, понесшей значительные потери в походе. Кроме того, для беспрепятственного проведения этой дорогостоящей, но безрезультатной кампании король пожертвовал многими провинциями, которые затем с большим трудом пришлось отвоёвывать его наследникам. С другой стороны, экспедиция короля, безрезультатная в политическом плане, оказалась плодотворной в культурной сфере: французские солдаты в Италии впервые познакомились с достижениями итальянского Возрождения, которые, будучи занесёнными на родину, способствовали культурному развитию Франции.
Для Италии последствия кампании и сражения были катастрофическими. Европейские государства в полной мере осознали военную слабость итальянских городов-государств, которая вкупе с их богатствами сделали регион яблоком раздора между крупнейшими европейскими монархиями. Итальянцы в этой борьбе были вытеснены на периферию европейской политики.

## Интересные факты
- По мнению Фридриха Энгельса, битва при Форново стала первым сражением, окончательно доказавшим эффективность применения артиллерии на поле боя.[3]
- За участие в битве при Форново был возведён в рыцарское достоинство молодой французский дворянин Пьер Баярд, ставший впоследствии знаменитым полководцем.
- Воины-стратиоты, разграбившие французский королевский обоз, в числе прочего обнаружили среди редкостей и драгоценностей книгу порнографического содержания, принадлежавшую французскому королю:[4] там были изображены многочисленные любовницы короля в различных позах; эти изображения король возил с собой в качестве сувениров.[5]
- Поход французов был воспет Вольтером в эпиграмме: «Когда французы сдуру пошли войной в Италию, то без труда получили Геную, Неаполь и сифилис. Затем их отовсюду выгнали, отобрали Геную и Неаполь, но они утратили не всё: сифилис остался с ними».